# 1707 en santé et médecine
| Années de la santé et de la médecine : 1704 - 1705 - 1706 - 1707 - 1708 - 1709 - 1710    |
| Décennies de la santé et de la médecine : 1670 - 1680 - 1690 - 1700 - 1710 - 1720 - 1730 |

Cet article présente les faits marquants de l'année 1707 en santé et médecine.

## Événements

### France
- 18 mars : Louis XIV promulgue l'Édit de Marly, portant règlement pour l'étude et l'exercice de la médecine[1],[2].
- En 1706-1707, une épidémie de dysenterie provoque d’importantes surmortalités notamment dans le Maine, en Anjou et dans le Haut-Poitou[3].

## Publications
- John Floyer, dans The physician's pulse watch, introduit le compte du pouls durant une minute ; il est l'inventeur d'une montre à cet effet[4].
- Giovanni Maria Lancisi publie De subitaneis mortibus : libri duo, un des premiers ouvrages en cardiologie[5].
- Georg Ernst Stahl publie la Theoria medica vera, physiologiam et pathologiam tanquam doctrinae medicae partes vere contemplativas, et naturae et artis veris fundamentis intaminata ratione et inconcussa experientia sistens[6].
- Pierre Dionis publie son ouvrage intitulé Cours d'opérations de chirurgie, démontrées au Jardin royal[7],[8].

## Naissances
- 28 février : Johann Christian Senckenberg (mort en 1772), médecin allemand[9].
- 10 avril : John Pringle (mort en 1782), médecin écossais[10].
- 23 mai (13 mai du calendrier suédois) : Carl von Linné (mort en 1778), médecin naturaliste suédois[11].
- 12 août : Hyacinthe Théodore Baron (mort en 1787), médecin militaire et bibliophile français[12].
- 22 décembre : Johann Amman (mort en 1741), médecin et botaniste suisse[13].

## Décès
- 24 avril : Walter Charleton (né en 1619), médecin et naturaliste britannique, médecin de Charles Ier[14].
- 15 juin : Giorgio Baglivi (né en 1668), médecin italien[15].
- 15 novembre : Denis Dodart (né en 1634), médecin et botaniste de l'Académie des Sciences[16].